# 白河 (大字)
白河，原稱店仔口，是臺灣臺南市白河區的一個傳統地域名稱，也是全區行政中心所在地，位於該區中西部，且其南半部向西南延伸至邊界。相較於今日行政區，其範圍大致包括白河里不含東北端及南部部分地區、永安里東北大半部不含北端及東北端、庄內里西部凸出部分的南側中段。
本地區境內主要聚落為店仔口（白河）。

## 歷史
台灣日治初期，白河地區為一街庄，稱為「店仔口街」（舊制街庄），隸屬於下茄苳南堡。該街昔日西北與頂秀祐庄為鄰，北與大排竹庄為鄰，東邊北段為客庄內庄，東邊南段及南邊隔急水溪支流白水溪與糞箕湖庄、崁仔頭庄為界，西南邊隔急水溪與番社街為界，西邊為下秀祐庄。
1901年（日治明治三十四年）11月11日，全台廢縣廳改設二十廳，該街隸屬於鹽水港廳。1904年（明治三十七年）4月1日，該街編入「店仔口區」，隸屬於鹽水港廳。1906年（明治三十九年）4月1日，鹽水港廳內管轄區域調整，該街仍隸屬於「店仔口區」。1909年（明治四十二年）10月25日，全台合併二十廳為十二廳，店仔口區改隸屬於嘉義廳。1920年（大正九年）10月1日，全台地方制度大改正，廢十二廳改設五州二廳，該街改制並改名為「白河」大字，隸屬於臺南州新營郡白河庄（新制街庄）。1943年10月，白河庄升格為白河街。
戰後白河街改制為白河鎮，隸屬於臺南縣，大字亦改制為里。1950年（民國39年）10月25日，雲、嘉、南分治，白河鎮仍隸屬於臺南縣。2010年（民國99年）12月25日，臺南縣、市合併為直轄臺南市，白河鎮改制為白河區。

## 聚落
本地區發展較早的聚落為店仔口（白河）、瓦磘仔（已消失），在日治期初期的官方地圖上已有記載。

## 交通
市道165號是後庄至官田的道路，以外環道形式經過本地區主聚落，其中部分路段與市道172號共線。由該道路北行可前往嘉義縣水上鄉東部、中埔鄉西部下六地區的後庄，並止於省道台18線路口；南行可前往東山區、六甲區、官田區，並止於省道台1線路口。
市道172號是布袋至澐水的道路，以外環道形式經過本地區主聚落，其中部分路段與市道165號共線。由該道路西行可前往後壁區南部、新營區、鹽水區、嘉義縣義竹鄉、布袋鎮，並止於布袋市區；東行可前往嘉義縣中埔鄉，並止於省道台3線路口。
市道172甲線是後壁至白河的道路，其東側端點（終點）位於本地區西北部的市道165號路口。由該道路西行可前往後壁區的下茄苳地區，並止於台鐵後壁車站前的省道台1線路口。
區道南101線是白河至中洲的道路，其北側端點（起點）位於本地區東南部的市道172號路口。

## 學校
- 白河商工
- 白河國小